# Římskokatolická farnost Jeseník
Římskokatolická farnost Jeseník je územní společenství římských katolíků v rámci děkanátu Jeseník ostravsko-opavské diecéze.

## Historie
Původní kostel v Jeseníku byl gotický (první písemná zmínka je z roku 1418), datum zřízení farnosti není známo. Roku 1457 byl kostel rozsáhle renovován po požáru. V letech 1622–1688 proběhla na jesenicku série čarodějnických procesů, na části z nich se podílel nechvalně známý nedostudovaný laický (tedy necírkevní) justiciár Jindřich František Boblig z Edelstadtu, smutně proslulý svým působením ve Velkých Losinách a Šumperku. V letech 1638, 1696 a 1737 je opětovně uváděno vyhoření jesenického kostela. Do dnešní podoby byl farní kostel přebudován v roce 1882. Od 90. let 20. století do roku 2012 jesenickou farnost spravovali členové řeholní společnosti salvatoriánů.

## Bohoslužby
| Kostel                         | Místo                | Bohoslužba                       | Bohoslužba            | Poznámka        |
| ------------------------------ | -------------------- | -------------------------------- | --------------------- | --------------- |
| Kaple sv. Anny                 | Jeseník-Křížový vrch | 1x ročně, poutní                 | 1x ročně, poutní      | poutní kaple    |
| Kostel Nanebevzetí Panny Marie | Jeseník              | neděle úterý středa pátek sobota | 10.30 7.30 17.00 8.00 | farní kostel    |
| Kostel sv. Jiří                | Jeseník-Bukovice     | sobota                           | 17.30                 | filiální kostel |
| "Zrcadlový sál"                | Jeseník-lázně        | sobota                           | 16.00                 | v areálu lázní  |

## Duchovní správci
- Jan Weiser (1559–1560)
- Jan Püschel (1560–1563)
- Karel Groch (1563–1565)
- Jan Groch (1565–1610)
- Jan Holunder (1610–1623)
- Jan Weiser (1623–1638)
- Jiří Schwarz (1638–1647)
- Michael Oppitz (1647-1652)
- ... Schamson (1652-1668)
- Jiří Tartsche (1668–1679)
- Georg Franciscus Schreer (1679–1695) zemřel 9. 2. 1695 v Jeseníku
- Jeremiáš Hoffmann (1695–1704)
- Jakub Sieber (1704–1707)
- Bernard Rothe (1707–1710)
- Bernard Lewing (1710–1712)
- Andreas Joseph Alexius Haubtman (1713–1727) zemřel 31. 12. 1727 v Jeseníku
- Kryštof Böser (1728–1743)
- Adam Florián Girdwill (1743–1771) zemřel 11. 7. 1711 v Jeseníku
- Ignác von Runtzler (1771–1792) – první arcikněz narozen v roce 1720; zemřel 7. 6. 1792 v Jeseníku
- Jan Rother (Rotter) exOPraem (1792–1819) narozen v roce 1774 v Arnultovicích; zemřel 2. 12. 1819 v Jeseníku
- Joseph Pflützner (administrátor) narozen v roce 1780 v Černé Vodě; zemřel roku 1830 ve Zlatých Horách
- Ignatz Wiesner (1820–1837) narozen v roce 1765 v Domašově, zemřel . 8. 1837 v Jeseníku
- Ignatz Franciscus Faulhaber (administrátor) narozen v roce 1797 v Dolním Fořtu, zemřel . 7. 1874 v Javorníku
- Gottfried Bude (1838–1859) narozen v roce 1778 v Nové Červené Vodě; zemřel 17. 8. 1859 v Jeseníku
- Paul Gottwald (administrátor) narozen v roce 1825 v Adolfovicích; zemřel 23. 1. 1892 v Žulové
- Josef Lichtblau (1859–1872) narozen v roce 1805 v Městě Albrechticích, zemřel 26. 2. 2 v Jeseníku
- Ignatz Tiehel (administrátor) narozen v roce 1842 ve Vlčicích; zemřel 11. 2. 1906 v Mikulovicích
- Josef Peiker (1872–1893) narozen v roce 1819 v Rázové; zemřel 9. 2. 1893 v Jeseníku
- Albert Vogel (administrátor) narozen 849 v Javorníku, zemřel roku 1921 v Javorníku
- Josef Neugebauer (1893–1926) narozen v roce 1850 v Dolní Lipové; zemřel 1. 5. 1926 v Jeseníku
- Engelbert Neugebauer (1926–1941) - první probošt s právem nošení pektorálu narozen v roce 1888 v Horním Údolí; zemřel 13. 1. 1941 v Jeseníku
- Friedrich Polzer (1941–1945) narozen roku 1905 ve Zlatých Horách, zemřel 2. 8. 1972 v Prien
- Karel Wojciechowski (1945-1946) narozen roku 1884 v Raciborzi
- Alois Eineigel (1946–1950) narozen 1914 ve Frýdku, zemřel 16. 4. 1996 v Havířově (nemocnice)
- kroměřížský čestný kanovník Josef Wencl (1950-1984) narozen v roce 1915 v Dolní Lutyni; zemřel 13. 5. 1984 v Jeseníku (pohřben v Bohumíně - Skřečoni)
- Julius Žvak (1984-1990) narozen v roce 1932 ve Vojkovicích, zemřel 4. 8. 1996 v Petrově nad Desnou
- Vojtěch Glogar SDB (1990-1996)
- Miroslav Gandera (1996-1997)
- ThLic. Mgr. Jan Józef Pachołek SDS (1997–1998)
- ThLic. Mgr. Vladislav Ondřej Drda SDS (1998-1998)
- ThLic. Mgr. Jan Józef Pachołek SDS (1998–1999)
- Antoni Mysliwiece SDS (1999–2003)
- Mgr. Adam Kazimierz Cynarski SDS (2004–2007)
- ThLic. Mgr. Jan Józef Pachołek SDS (2008-2009)
- Mgr. Leszek Adam Rackowiak SDS (2009–2012)
- BcTh. Pavel Schwarz (2012–2016)
- Mgr. Kazimír Buba (2016-2018)
- Mgr. Stanislav Kotlář (2018-doposud)